# Mercado lingüístico
En sociolingüística, la noción de mercado lingüístico, también conocido como mercado lingüístico o mercado de conversación, se refiere al mercado simbólico donde ocurren los intercambios lingüísticos.
En los mercados lingüísticos, el capital lingüístico —un subtipo del concepto más amplio de capital cultural según Pierre Bourdieu  — se intercambia, y diferentes idiomas y variedades tienen diferentes valores simbólicos. A las diferentes variedades lingüísticas se les asignan valores de mercado y varios precios que pueden ser positivos o negativos. Gran parte de estos valores se basa en la connotación de la variedad lingüística. Los valores de mercado más altos se asignan a las variedades que son raras y deseables en el mercado. El más alto de estos se considera discurso legítimo. Este deseo de un discurso legítimo proviene del sistema educativo porque está estrechamente relacionado con el crecimiento económico que relaciona los mercados económicos con los lingüísticos porque la sociedad convierte las carreras deseables en un discurso deseable.
El intercambio lingüístico existe en tres niveles principales:
1. Entre la audiencia y el texto
2. Dentro del contenido del texto
3. Entre textos encontrados en un grupo común

En el mercado lingüístico estándar, las lenguas estándar suelen disfrutar de más valor debido al alto prestigio manifiesto asociado con ellas, mientras que en los mercados lingüísticos que valoran las variedades no estándar, las lenguas vernáculas también pueden disfrutar de un valor más alto. Se ha demostrado que este concepto es útil para comprender otros conceptos sociolingüísticos, como la variación y el cambio lingüístico y el género.
La sociedad en general se considera el macromercado para la aplicación del lenguaje, pero dentro de la sociedad existen varios micromercados. Algunos ejemplos de micromercados incluyen familias y grupos de iguales. Los valores en los micromercados pueden variar significativamente del valor en el macromercado para una variedad particular. Por ejemplo, muchos jóvenes pueden utilizar el argot u otro lenguaje que es particular para un grupo de iguales; en este micromercado, este lenguaje tiene un valor de mercado alto, pero, en el macromercado de la sociedad este valor lingüístico es mucho más bajo.
Muchos investigadores han intentado crear un nuevo índice para representar el paralelismo económico que existe dentro del campo de la lingüística. David Sankoff y Suzanne Laberge desarrollaron un índice para medir específicamente como la actividad de los hablantes dentro del mercado lingüístico está relacionada con el conocimiento de los hablantes o la aplicación del discurso legítimo para el mercado